# Fivebrane-Bordismus
Ein Fivebrane-Bordismus ist ein spezieller Bordismus zwischen Fivebrane-Mannigfaltigkeiten, also glatten Mannigfaltigkeiten mit einer Fivebrane-Struktur, welche selbst eine Fivebrane-Mannigfaltigkeit ist, sodass die Fivebrane-Strukturen kompatibel sind. Fivebrane-Bordismen können für die Definition einer verallgemeinerten Homologietheorie verwendet werden. Ihre Benennung stammt von der Verwendung bei der Beschreibung von M5-Branen in der M-Theorie, einer gemeinsamen Verallgemeinerung von fünf Stringtheorien.

## Definition
Ganz allgemein lassen sich Bordismen von glatten Mannigfaltigkeiten für beliebige tangentialen Strukturen über die Komptabilität der jeweiligen Hochhebungen definieren (siehe etwa Spin-, String- und Ninebrane-Bordismus), also insbesondere für Fivebrane-Strukturen. Für {\displaystyle n}-dimensionale Fivebrane-Mannigfaltigkeiten {\displaystyle M} und {\displaystyle N} mit jeweiligen Fivebrane-Strukturen {\displaystyle \tau _{M}\colon M\rightarrow \operatorname {BFivebrane} (n)} und {\displaystyle \tau _{N}\colon N\rightarrow \operatorname {BFivebrane} (n)} ist eine {\displaystyle n+1}-dimensionale Fivebrane-Mannigfaltigkeit {\displaystyle W} mit Fivebrane-Struktur {\displaystyle \tau _{W}\colon W\rightarrow \operatorname {BFivebrane} (n+1)} ein Fivebrane-Bordismus zwischen {\displaystyle M} und {\displaystyle N}, wenn es Inklusionen {\displaystyle i\colon M\hookrightarrow \partial W} und {\displaystyle j\colon N\hookrightarrow \partial W} mit:
{\displaystyle i(M)\sqcup j(N)\cong \partial W;}
{\displaystyle {\mathcal {B}}k\circ \tau _{M}=\tau _{W}\circ i;}
{\displaystyle {\mathcal {B}}k\circ \tau _{N}=\tau _{W}\circ j;}
gibt, wobei {\displaystyle k\colon \operatorname {Fivebrane} (n)\hookrightarrow \operatorname {Fivebrane} (n+1)} die kanonische Inklusion ist.

## Fivebrane-Bordismusgruppen
Mit der Äquivalenzrelation des Fivebrane-Bordismus bilden die {\displaystyle n}-dimensionalen geschlossenen Fivebrane-Mannigfaltigkeiten eine abelsche Gruppe {\displaystyle \Omega _{n}^{\mathrm {Fivebrane} }} mit der disjunkten Vereinigung als Verknüpfung, der leeren Mannigfaltigkeit als neutrales Element und der Umkehr der Orientierung als Inversion, welche Fivebrane-Bordismusgruppe genannt wird.

## Fivebrane-Bordismusring
Alle Fivebrane-Bordismusgruppen können mit der direkten Summe in einer einzigen Struktur kombiniert werden:
{\displaystyle \Omega ^{\mathrm {Fivebrane} }:=\bigoplus _{n\in \mathbb {N} }\Omega _{n}^{\mathrm {Fivebrane} }.}
Mit dem kartesischen Produkt als zusätzlicher Komposition, welche mit der disjunkten Summe das Distributivgesetz erfüllt und daher mit ihr kompatibel ist, sowie dem Raum mit einem Element als entsprechendes neutrales Element ist diese ein Ring, welcher Fivebrane-Bordismusring genannt wird.

## Fivebrane-Vektorbündel
Mit der Überlagerung {\displaystyle p\colon \operatorname {Fivebrane} (n)=\operatorname {O} (n)\langle 8\rangle \twoheadrightarrow \operatorname {O} (n)} ist:
{\displaystyle \gamma _{\mathrm {Fivebrane} }^{n}:=p^{*}\gamma _{\mathbb {R} }^{n}\twoheadrightarrow \operatorname {BFivebrane} (n)}
das universelle Fivebrane-Vektorbündel. Eine glatte Mannigfaltigkeit {\displaystyle X} hat genau dann eine Fivebrane-Struktur, wenn ihr Tangentialbündel durch Rückzug aus diesem hervorgeht. Für eine Fivebrane-Struktur oder klassifizierende Abbildung {\displaystyle {\widehat {\tau }}_{X}\colon X\rightarrow \operatorname {BFivebrane} (n)} folgt das aus:
{\displaystyle TX=\tau _{X}^{*}\gamma _{\mathbb {R} }^{n}=(p\circ {\widehat {\tau }}_{X})^{*}\gamma _{\mathbb {R} }^{n}={\widehat {\tau }}_{X}^{*}p^{*}\gamma _{\mathbb {R} }^{n}={\widehat {\tau }}_{X}^{*}\gamma _{\mathrm {Fivebrane} }^{n}}
und der bereits oben erwähnten Bijektion {\displaystyle [X,\operatorname {BO} (n)]\rightarrow \operatorname {Vect} _{\mathbb {R} }^{n}(X),[f]\mapsto f^{*}\gamma _{\mathbb {R} }^{n}}.

## Fivebrane-Spektrum
Zudem ergibt sich aus den Thom-Räumen aller universellen Fivebrane-Vektorbündel das Thom-Spektrum der Fivebrane-Gruppe:
{\displaystyle \operatorname {MFivebrane} (n):=\operatorname {Th} (\gamma _{\mathrm {Fivebrane} }^{n})}
Da die kanonische Inklusion {\displaystyle k\colon \operatorname {Fivebrane} (n)\hookrightarrow \operatorname {Fivebrane} (n+1)} genau die Whitney-Summe mit einem trivialen Vektorbündel klassifiziert, also {\displaystyle k^{*}\gamma _{\mathrm {Fivebrane} }^{n+1}\cong \gamma _{\mathrm {Fivebrane} }^{n}\oplus {\underline {\mathbb {R} }}}, welche unter dem Thom-Raum zu einer Einhängung wird, folgen direkt die verbindenden Abbildungen des Thom-Spektrums als:
{\displaystyle \Sigma \operatorname {MFivebrane} (n)=\Sigma \operatorname {Th} (\gamma _{\mathrm {Fivebrane} }^{n})\cong \operatorname {Th} (\gamma _{\mathrm {Fivebrane} }^{n}\oplus {\underline {\mathbb {R} }})\hookrightarrow \operatorname {Th} (\gamma _{\mathrm {Fivebrane} }^{n+1})=\operatorname {MFivebrane} (n+1)}
Gemäß des Satzes von Thom sind die Fivebrane-Bordismengruppen genau die Homotopiegruppen des Thom-Spektrums der Fivebrane-Gruppe:
{\displaystyle \Omega _{n}^{\mathrm {Fivebrane} }\cong \pi _{n}\operatorname {MFivebrane} .}

## Fivebrane-Homologietheorie
{\displaystyle \Omega _{n}^{\operatorname {Fivebrane} }} definiert eine verallgemeinerte Homologietheorie. Für einen topologischen Raum {\displaystyle X} sind dessen {\displaystyle n}-Zykel die stetigen Abbildungen {\displaystyle M\rightarrow X} aus {\displaystyle n}-dimensionalen Fivebrane-Mannigfaltigkeiten {\displaystyle M}. Zwei solche Abbildungen {\displaystyle f\colon M\rightarrow X} und {\displaystyle g\colon N\rightarrow X} sind homolog, wenn es einen Fivebrane-Bordismus {\displaystyle W\colon M\rightsquigarrow N} gibt, welcher {\displaystyle f\sqcup g\colon M\sqcup N\rightarrow X} zu einer Abbildung {\displaystyle W\rightarrow X} erweitert. Jede verallgemeinerte Homologietheorie wird durch ein Spektrum repräsentiert, welches in diesem Fall genau {\displaystyle \operatorname {MFivebrane} } ist. Für alle topologischen Räume {\displaystyle X} gibt es daher Gruppenisomorphismen:
{\displaystyle \Omega _{n}^{\operatorname {Fivebrane} }(X)\cong \pi _{n}^{\mathrm {stab} }(X_{+}\wedge \operatorname {MFivebrane} ):=\lim _{k\rightarrow \infty }\pi _{n+k}(X_{+}\wedge \operatorname {MFivebrane} (k))}
mit {\displaystyle X_{+}=X\sqcup \{*\}}. Durch den Vergleich mit dem obigen Resultat zeigt sich aufgrund der Neutralität von {\displaystyle \{*\}_{+}\cong S^{0}} im Wedge-Produkt, dass:
{\displaystyle \Omega _{n}^{\operatorname {Fivebrane} }(*)\cong \Omega _{n}^{\operatorname {Fivebrane} }.}

## Eigenschaften
- Jede {\displaystyle n}-dimensionale Fivebrane-Mannigfaltigkeit ist fivebrane-bordant zu einer {\displaystyle \min \left\{8,\left\lceil {\frac {n}{2}}-1\right\rceil \right\}}-zusammenhängenden Fivebrane-Mannigfaltigkeit, für {\displaystyle n\geq 17} also insbesondere immer zu einer 8-zusammenhängenden Fivebrane-Mannigfaltigkeit.[2]
- Für {\displaystyle n}-dimensionale {\displaystyle \min \left\{8,\left\lceil {\frac {n}{2}}-1\right\rceil \right\}}-zusammenhängende Fivebrane-Mannigfaltigkeiten {\displaystyle M} und {\displaystyle N} gibt es einen Fivebrane-Bordismus {\displaystyle W\colon M\rightsquigarrow N}, sodass die Inklusion {\displaystyle M\hookrightarrow W} ebenfalls {\displaystyle \min \left\{8,\left\lceil {\frac {n}{2}}-1\right\rceil \right\}}-zusammenhängend ist.[2]
- Ist {\displaystyle M} eine kompakte {\displaystyle n}-dimensionale {\displaystyle k}-zusammenhängende Fivebrane-Mannigfaltigkeit mit {\displaystyle k\leq 6} und {\displaystyle n\geq 2k+3} und fivebrane-bordant zu einer kompakten Fivebrane-Mannigfaltigkeit {\displaystyle N}, dann geht {\displaystyle M} aus {\displaystyle N} durch eine Reihe mindestens {\displaystyle k+2}-kodimensionaler Chirurgieoperationen hervor.[3]